# Vipera transcaucasiana
Vipera transcaucasiana е вид змия от семейство Отровници (Viperidae). Видът е почти застрашен от изчезване.

## Разпространение и местообитание
Разпространен е в Азербайджан, Грузия, Иран и Турция.
Обитава гористи местности, места с песъчлива почва, планини, възвишения, склонове, долини и степи.

## Описание
Популацията на вида е намаляваща.